# Augustus Le Plongeon
Augustus Le Plongeon est un photographe, antiquaire et archéologue amateur américain, né le 4 mai 1825 à Jersey et mort le 13 décembre 1908 à New York.
Il étudie les ruines précolombiennes, en particulier celles de la civilisation maya de la péninsule du Yucatan. Bien que ses écrits contiennent de nombreuses notions excentriques rejetées par la majorité des chercheurs scientifiques, Le Plongeon a constitué une banque des premières photographies sur les ruines et les glyphes mayas avant qu’ils ne furent endommagés, ce qui fut une importante contribution à l’archéologie. Il est considéré comme un pionnier du mayanisme.
Entre autres théories, Le Plongeon écrivit une histoire de la culture maya allant jusqu’à développer une théorie sur la fondation de l’ancienne Égypte par les mayas. Le Plongeon, qui était franc-maçon, était convaincu que les racines de la franc-maçonnerie se trouvaient dans la civilisation maya. Ses théories étaient jugées fantaisistes par des contemporains comme Désiré Charnay, Teoberto Maler et Alfred Maudslay.

## Biographie
Augustus Le Plongeon fit ses études à l’École polytechnique de Paris. En 1851, il étudia la photographie à Londres. Il ouvrit un studio de photographie en 1862 à Lima au Pérou. C’est à partir de là qu’il commença à utiliser la photographie comme outil de recherche archéologique. Il visita le Pérou pendant huit ans, photographiant les ruines et effectuant un reportage photographique de l’expédition de Ephraïm Squier au Honduras. En 1870, il se rendit à San Francisco où il donna des conférences à la California Academy of Sciences sur l’archéologie et les causes des tremblements de terre. En 1871, il se rendit au British Museum de Londres pour étudier des manuscrits de la Mésoamérique. Sa lecture des ouvrages de Charles Étienne Brasseur de Bourbourg le conduisit à penser que la civilisation trouvait son origine dans ces régions qu’il avait explorées. Il croyait que la culture maya s’était répandue à travers le sud-est de l’Asie par des voyageurs de cette civilisation qui se seraient également rendus en Atlantide puis en direction du Moyen-Orient et y auraient fondé la civilisation égyptienne. Bien que certains archéologues de cette époque aient affirmé que la civilisation maya était plus tardive que celle d’Égypte, les études étaient encore peu avancées et la théorie de Le Plongeon trouva alors un certain écho. 
À Londres, il se maria à Alice Dixon, avec laquelle il travailla le reste de sa vie. Le Plongeon perfectionna sa pratique de la photographie auprès du père de la photographie moderne, William Henry Fox Talbot, en 1873.
Augustus le Plongeon est mort à Brooklyn en 1908. Sa femme Alice est morte en 1910.

## Période au Yucatan

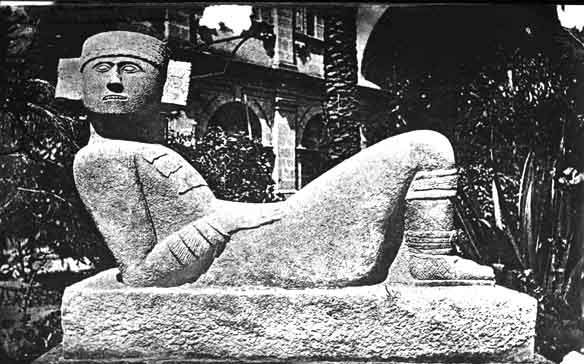
Chac Mool sur le site de Chichen Itza.

Le Plongeon resta au Yucatan de 1873 à 1885 pour chercher des preuves de la connexion entre les Mayas et l’ancienne Égypte. Alice et lui prirent à cette époque des centaines de stéréogrammes, photographies en trois dimensions. Ils constituèrent ainsi une description complète de l’architecture des bâtiments, développant les plaques dans les pièces sans éclairage des ruines. À Chichén Itzá, ils découvrirent une statue qu’ils nommèrent « Chac Mool ». Bien que la construction de ce nom soit totalement fantaisiste, la plupart des archéologues ont conservé le nom pour désigner ce type de statue.

## Codex Troano
Le Plongeon est également connu pour sa tentative de traduction du codex Troano. Cette traduction fut reçue avec scepticisme et est considérée aujourd’hui comme tout à fait erronée et le fruit de l’imagination de son auteur. Il prétendait par exemple qu’une partie de l’ouvrage relatait la destruction du continent de Mu qu’il associait à l’Atlantide.
Dans les années 1880, alors que les autres mayanistes avaient accepté le fait que la civilisation maya était postérieure à celle de l’Égypte, Le Plongeon refusa de céder aux nouvelles découvertes. Il appuyait sa théorie sur ses recherches de terrain et fustigeait les « archéologues en fauteuil » qui débattaient du sujet. Mais les preuves étaient flagrantes et il se retrouva rapidement ignoré. 
Les travaux de Le Plongeon sont conservés au Getty Center de Los Angeles.